# Servië op het Eurovisiesongfestival 2022

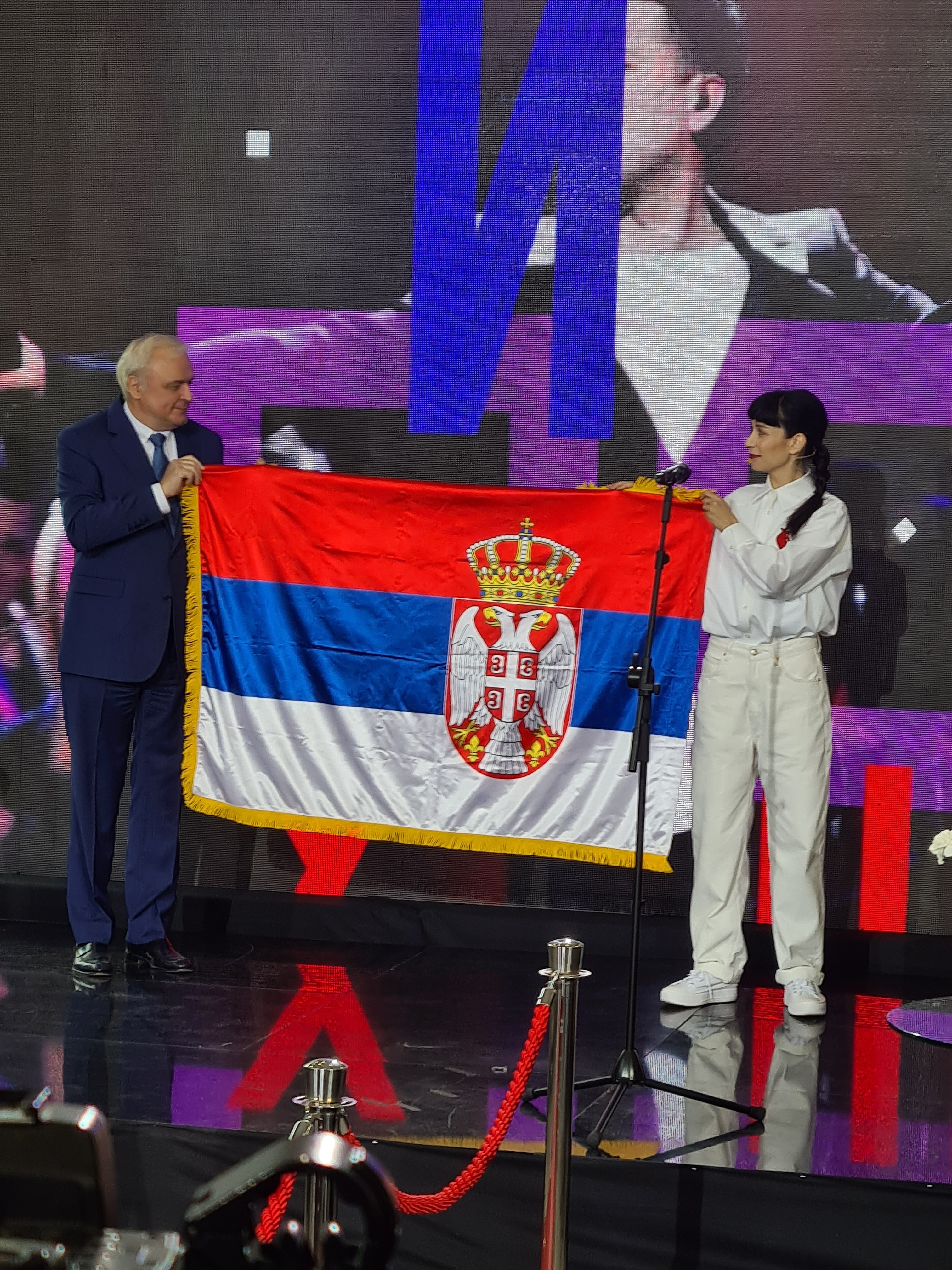
Konstrakta samen met de directeur van RTS omroep

Servië nam deel aan het Eurovisiesongfestival 2022 in Turijn, Italië. De RTS was verantwoordelijk voor de Servische bijdrage voor de editie van 2022.

## Selectieprocedure
De Servische omroep ging voor de nationale finale Pesma za Evroviziju '22. Een nationale finale met 32 kandidaten.
De halve finales vonden plaats op 3 en 4 maart en op 5 maart wordt de inzending gekozen tijdens de finale uitzending.
Aan de finale namen 18 kandidaten deel, de winnaar werd gekozen door middel van televoting en een vakjury. Konstrakta wist uiteindelijk met de zegpalm aan de haal te gaan. Ze won in beide categorieën het maximum van de punten.

## In Turijn
Servië trad aan in de tweede halve finale op 12 mei 2022. Servië stootte door naar de finale. Later bleek dat ze de derde plaats behaalde. Tijdens de repetitieweek groeide Servië uit tot een van de fan favorieten van de wedstrijd. Konstrakta zong als 24ste in de grote finale, en behaalde uiteindelijk een vijfde plaats met 312 punten. Servië kreeg van 5 landen de 12 punten van het stemmend publiek. 

2007 · 2008 · 2009 · 2010 · 2011 · 2012 · 2013 · 2014 · 2015 · 2016 · 2017 · 2018 · 2019 · 2020 · 2021 · 2022 · 2023 · 2024 · 2025
Albanië · Armenië · Australië · Azerbeidzjan · België · Bulgarije · Cyprus · Denemarken · Duitsland · Estland · Finland · Frankrijk · Georgië · Griekenland · Ierland · IJsland · Israël · Italië · Kroatië · Letland · Litouwen · Malta · Moldavië · Montenegro · Nederland · Noord-Macedonië · Noorwegen · Oekraïne · Oostenrijk · Polen · Portugal · Roemenië · San Marino · Servië · Slovenië · Spanje · Tsjechië · Verenigd Koninkrijk · Zweden · Zwitserland